# スポーツ (東京事変のアルバム)
『スポーツ』（英題：Sports）は、2010年2月24日にEMIミュージック・ジャパンより発売された日本のバンド・東京事変の4枚目のスタジオ・アルバム。当初、アルバムタイトルは「スポーツ」としか発表されていなかったが、のちにブックレット内で「競技」という漢字2文字が当てられた。

## 概要
本作は前作『娯楽 (バラエティ)』以来、約2年5ヶ月ぶりとなるスタジオ・アルバム。デジタル・シングル「閃光少女」と先行シングル「能動的三分間」を含む全13曲を収録。前作は、それまでメイン・ソングライターを務めていたボーカルの椎名林檎が一切作曲をしないというコンセプトで制作されたが、今作では彼女も作曲に復帰している。これまでのアルバム同様、収録曲のジャンルは多種多様だが、本作では特に椎名がこれまで控えてきたソウルやR&Bなどブラックミュージックの要素を出している。
椎名が今回のアルバムの制作に際して設けたテーマは『スポーツ』で、その名の通り、演奏のダイナミズムとプレイの快楽を追求したアルバムとなっている。1枚目から前作まで続く“チャンネル縛り”はそれまで通りだが、曲を持ち寄る前にテーマが決められたのは初めての試みだった。
Appleが主催する「iTunes Rewind 2010」でアルバム売上年間6位となり、ベストアルバムに選ばれている。
初回生産分のみ、金メダルエンボススリーブ・ケース仕様。
2021年09月29日に 2枚組 Vinyl (UPJH-20022/3) が生産限定盤で発売される。

## 制作の背景
2008年の末に椎名林檎から次の作品のテーマとして「スポーツ」はどうかと打診があり、翌2009年1月に全員でテーマに沿った曲を持ち寄った。6月に正式にアルバムタイトルが決定し、12月まで制作は続いた。候補曲は収録曲の2倍以上あり、それぞれ一度は音を出して試された。全曲ともメンバー全員が関わった結果、デモの段階では想像もつかなかった劇的な化学反応がいくつも生まれたという。
本作において、椎名は自分の中で二つのルールを定めた。一つは個人的なもので、「言葉で意図しない」ということ。ギリギリまで歌詞は考えずに、それとの兼ね合いをまったく無視してアレンジも構成、仮歌をこなしていった。演奏の自然な流れや音の快楽を追求すれば言葉は最後におのずと出てくるはずで、それを感知しようとだけ考えていたという。もう一つはバンド全体に課したルールで、「やったことない」や「やりたくない」とは言わせないこと。楽器も歌も、頭や意思でコントロールせずに体を通して、自然に「鳴ってしまった」「声が出てしまった」というところまで到達したかったので、あらゆる可能性を試してみようとした。浮雲にはボーカルをやらせ、他のメンバーも全員コーラスに挑戦している。メンバー各々も「こう弾きたい」という“自己実現のための演奏”ではなく、「こう弾いた方がいい」というバンドとしての演奏を行う意識の方が強かった。
椎名は今作から作曲者として復帰したが曲の持ち込みは少なく、伊澤の曲に手を加えたり採用曲のアレンジに気を配ったりするなど、少し引いた位置からバンド全体をコントロールしている。持ち込む曲は他のメンバーの"スポーティー"な楽曲と被らないことを意識し、また簡単な譜面だけでその場ですぐ演奏出来て、しかも東京事変ならその演奏だけで他のアーティストの音源との差別化ができる癖のない曲を提供している。歌詞を書くのに苦しみ、特に浮雲の曲にはどうしても歌詞をのせることが出来ずに最終的に本人に任せることもあった。
収録曲において伊澤一葉の作曲数がもっとも多いが、持ち込んだ楽曲の数も最多である。伊澤はそれまでとは異なるアプローチをしようとメロディやコードからではなく、ドラムの打ち込みからデモ作りを始めた。そして以前にレコーディングした「閃光少女」においてシンセサイザーの演奏が外注されたことを教訓に、ピアノにはこだわらずキーボーディストとしてシンセサイザー的な音作りや演奏まで守備範囲を広げている。
亀田誠治はレコーディング前日のリハーサルで腱鞘炎を悪化させ、スケジュールを3週間遅らせた。またそのことでそれまでの常に120%、200%の力を込めて弾くやり方を改め、全ての楽曲を80%の力の入れ具合をキープして演奏するやり方を試している。
浮雲は今回、曲を作るうえではテーマに合わせて普段は作らない速い曲を作ること、ギターを弾くうえではそれまでは避けていた音色を歪ませることを意識した。また「曲にその必然があれば、無理だとか、そういう音楽は通ってきていないとは一切言わせない」という椎名のルール設定もあり、曲に求められるならそれまで弾いていなかったアメリカン・ハードロックのようなパワーコードも弾くなど、色々な弾き方を試している。浮雲がリフの展開を試し、それに対して椎名と伊澤がディレクションしている。候補曲は5、6曲持ち込んだ。
刄田綴色は第一回選考会の際にメンバーの参考用にとドラムだけのビートのパターンを持って来た。また今回は自分の叩くフレーズをすべて譜面に書き、スポーツでいう規定演技にしていた。

## 収録曲
各曲の英題および仏題はブックレットなどに記載されているものではなく、あくまでSR猫柳本線の英語版ページによるもの。曲の配置はこれまで通り、7曲目の「能動的三分間」を中心にシンメトリーとなっているほか、本作では作詞・作曲者のクレジット表記が2文字ずつに統一されている。また、各曲の演奏時間は両端の「生きる」と「極まる」のみ5分以上と比較的長く、それ以外の楽曲は4分未満にまとめられている。

### 楽曲解説
1. 生きる（Vivre）
原曲は伊澤が20 - 21歳のころに作ったもので、もともとは伊澤が以前率いていたバンド「NAM」で演奏していた楽曲だった[9][12]。仮タイトルは「フリーター」[20]。
原曲はもっとずっとテンポが遅くて跳ねていない、男が歌い上げる「マイ・ウェイ」のような曲だった[12]。
アルバム冒頭で五人の登場シーンの演出を声やサウンドだけで見せる役割の曲で[注 1]、1番は椎名のボーカルと伊澤の生歌の多重録音を用いたゴスペルのようなコーラスによるアカペラで始まり、2番で突然バンドが登場する構成となっている[7][12][14]。
アルバムの柱、核となる曲を探していた椎名の推薦により収録が決まった[9]。歌詞も本作のテーマの根幹に関わるもので、「孤独」と「自由」が謳われている[12]。椎名の歌唱パートは伊澤と井上雨迩の推奨でもっとも生々しいテイクが選ばれた[9]。
2. 電波通信（Put Your Antenna Up）
2月8日より着うた・着うたフルで先行配信された。
電子音が多用されている楽曲。生演奏でありながらダンス・ミュージックのような太いビートの曲で、楽器演奏は伊澤のデモの段階ですべて指定されているメンバーの技量を試すような曲[9]。浮雲が珍しくハードロック的なリフを弾いている[21]。
制作途中でいろいろとアレンジが試されたが一周して結局元に戻り、デモの通りになった[12]。
3. シーズンサヨナラ（Season SAYONARA）
本作の制作過程で最初にレコーディングされた曲。
2月8日より着うた・着うたフルで先行配信された。
浮雲が作詞も手掛けた書き下ろし曲[12]。
4. 勝ち戦（Win Every Fight）
江崎グリコ「ウォータリングキスミント」TVCM「遠心力」篇 CMソング。1月16日より着うた・着うたフルで先行配信された。
2009年12月30日に開催された「COUNTDOWN JAPAN 09/10」にて新曲として初披露された楽曲。またアルバム発売直前の2月19日に出演した「ミュージックステーション」でも本楽曲を披露している。児玉裕一監督によるミュージック・ビデオも製作されており[注 2]、本作のTVCMにも使用された。
タイトルに反してスポーツを意識せず書かれた曲であり[9]、椎名の中では簡単に誰でも作れて誰でも材料が想像できるという居酒屋のお通しのような曲で、各メンバーの個性や仕事が浮き彫りになる楽曲とのこと[9][10]。
2020年には「WOWOWテニス」2020シーズンイメージソングとして起用された。
5. FOUL（FOUL）
「勝ち戦」とともに、2009年12月30日に開催された「COUNTDOWN JAPAN 09/10」で新曲として披露された。コンサートで披露する際、椎名は拡声器を使用して歌唱する。
浮雲が作詞も手掛けた書き下ろし曲で、浮雲曰く「殴り書きみたいな曲」、伊澤曰く「演奏を呼ぶ曲」[9][12]。
6. 雨天決行（Life Will Be Held Even If It Rains）
伊澤が椎名が歌うことを意識して書いた女性しか歌えない曲[9]。
7. 能動的三分間（3 min.）
シングルとしてはバンド初となるチャート首位を獲得[注 3]した6枚目のシングル表題曲。
江崎グリコ「ウォータリングキスミント」TVCM「登場」篇 CMソング。
ニュージャックスウィングの楽曲を打ち込みではなくバンドで生演奏することに挑戦した楽曲[1]。
椎名が毎回一曲は候補曲に持ち込むBPM120の曲で、ポップスのヒットチューンは三分という定石に基づいて書かれた[9]。
8. 絶体絶命（Life May Be Monotonous But The Sun Shines）
伊澤の曲に椎名が手を入れた共作曲で、伊澤が書いたテーマに椎名がもうひと展開足している[14][20]。デモの時点でアレンジもきっちり構築されていてそのまま完成させられるようなテイクもあったが、歌モノとして成立させるために椎名がBメロを加えたとのこと[8][9][12]。
9. FAIR（FAIR）
「シーズンサヨナラ」とともに本作で最初にレコーディングされた曲。
2002年には存在していた浮雲のストック曲で、『娯楽』でも候補曲に挙がった椎名が以前からやりたがっていた曲[9][12]。
10. 乗り気（Ride Every Wave）
デモは一回も仮歌を歌わずにキーボードだけで作った[9]。
伊澤が「キーボーディストとして特にハードルが高い曲」としてこの曲を挙げている。理由は曲のアレンジが変わるのにあわせて自身のプレイも現場でどんどん変えていき、そこに必要であろうという新しいアプローチを取り入れてやれたから[12]。
11. スイートスポット（SWEET Spot）
2月8日より、iTunes Store限定で先行配信された。
伊澤と椎名の共作曲。伊澤がデモを椎名に渡したところ、それをモチーフに原曲とはまったく違うテイストの曲に仕上げられた[9][14][20]。もとは伊澤曰く「アジアっぽい感じ」だったが、ブラックミュージック色の濃い曲となった[9][12]。コードとメロディはほぼ同じだが、椎名がまったく異なる角度からコードを拾って冒頭の部分を作った[12]。
12. 閃光少女（Put Your Camera Down）
スバル「軽 STELLA R2」CMソング。
もともとは3作目のアルバム『娯楽（バラエティ）』のセッション中に生まれた楽曲で、すでに2007年よりデジタル・ダウンロードシングルおよび同題のDVD映像作品集として発表されていたが、CD化されたのはこのアルバムが初となる。
伊澤一葉はリード・ギターを担当し、シンセサイザーは伊澤ではなく皆川真人が弾いている[注 4]。
13. 極まる（Adieu）
タイトルは「きまる」と読む。東京事変の全楽曲の中でもっとも演奏時間が長い曲。
浮雲の24 - 25歳ごろの曲で、伊澤の推薦により収録されることになった[注 5][9][21]。
孤独や絶望という意味で1曲目とつながっている[12]。

### 楽曲クレジット
| 全編曲: 東京事変。 |                      |           |                   |       |
| #                  | タイトル             | 作詞      | 作曲              | 時間  |
| 1.                 | 「生きる」           | 椎名林檎  | 伊澤一葉          | 5:25  |
| 2.                 | 「電波通信」         | 椎名林檎  | 伊澤一葉          | 3:24  |
| 3.                 | 「シーズンサヨナラ」 | 浮雲      | 浮雲              | 3:38  |
| 4.                 | 「勝ち戦」           | 椎名林檎  | 椎名林檎          | 3:28  |
| 5.                 | 「FOUL」             | 浮雲      | 浮雲              | 2:31  |
| 6.                 | 「雨天決行」         | 椎名林檎  | 伊澤一葉          | 2:49  |
| 7.                 | 「能動的三分間」     | 椎名林檎  | 椎名林檎          | 3:00  |
| 8.                 | 「絶体絶命」         | 椎名林檎  | 伊澤一葉 椎名林檎 | 3:06  |
| 9.                 | 「FAIR」             | 椎名林檎  | 浮雲              | 3:55  |
| 10.                | 「乗り気」           | 椎名林檎  | 伊澤一葉          | 2:51  |
| 11.                | 「スイートスポット」 | 椎名林檎  | 伊澤一葉 椎名林檎 | 3:49  |
| 12.                | 「閃光少女」         | 椎名林檎  | 亀田誠治          | 2:57  |
| 13.                | 「極まる」           | 浮雲      | 浮雲              | 6:17  |
| 合計時間:          | 合計時間:            | 合計時間: | 合計時間:         | 47:14 |

### 演奏
- ボーカル&ギター：椎名林檎
- ギター&ボーカル：浮雲
- キーボード、ギター&コーラス：伊澤一葉
- ベース&コーラス：亀田誠治
- ドラムス&コーラス：刄田綴色
- アディショナル・シンセサイザー：皆川真人（「閃光少女」）
- レコーディング&ミキシング・エンジニア：井上雨迩